# Brian Douglas Wells
Brian Douglas Wells (15 de novembro de 1956 — 28 de agosto de 2003) foi um estadunidense que morreu depois de se envolver em uma trama complexa que incluía assalto a banco, caça ao tesouro e um dispositivo explosivo caseiro. Wells foi morto quando um colar explosivo detonou enquanto ele estava cercado pela polícia em sua cidade natal, Erie, Pensilvânia. A coleira havia sido trancada à força no pescoço dele como parte da trama. O FBI liderou uma força-tarefa que investigou o crime, em conjunto com o ATF e a Polícia do Estado da Pensilvânia. As pessoas descreveram o caso como "um dos crimes mais complicados e bizarros dos anais do FBI".
Os investigadores concluíram que Wells era um participante experiente de assaltos a bancos, mas não sabia que seus co-conspiradores pretendiam deixá-lo morrer. Em uma acusação em julho de 2007, os promotores federais alegaram que Wells estava envolvido no planejamento do assalto. Um grande júri federal indiciou os co-conspiradores de Wells, Marjorie Diehl-Armstrong e Kenneth Barnes, por acusações de assalto a banco, conspiração e posse de armas de fogo, enquanto outros co-conspiradores haviam morrido. Em 2008, o juiz distrital Sean J. McLaughlin condenou Barnes a 45 anos de prisão federal. Dois anos depois, Diehl-Armstrong foi condenada à prisão perpétua, onde morreu de câncer de mama em 2017. A família de Wells argumenta que ele não era um participante disposto, aumentando a atenção significativa que a história recebeu na mídia de massa.